# Linia kolejowa Opava východ – Hradec nad Moravicí
Linia kolejowa Opava východ – Hradec nad Moravicí – linia kolejowa w Czechach, biegnąca przez kraj morawsko-śląski, od Opawy do Hradca nad Moravicí.